# Албанське повстання 1912
Албанське повстання 1912 року — всенародне повстання, що мало на меті завоювання незалежності Албанії.

## Перебіг повстання
Повстання розпочалося в середині квітня 1912 року виступом селян у гірських районах західної Дьякови (Північна Албанія), потім поширилася на Центральну та Південну Албанію, охопивши не лише християнське, але й мусульманське населення. Одним із керівників повстання був Байрам Цуррі. Активну участь у повстанні брала національна албанська організація «Чорне товариство», яка вимагала автономії країни. На середину серпня повстанці зайняли Дібру, Ельбасан, Перметі та низку інших міст Албанії. 
Повстання проходило в час глибокої кризи Османської імперії, під час загального підйому опозиційних настроїв та італійсько-турецької війни, що сприйяло його успіху. Однак очільники повстання, албанські феодали — Хасан Пріштіна та інші, в розпал повстання у серпні 1912 року розпочали угодовські перемовини з новим турецьким урядом, сформованим у липні 1912 року партією «Свобода і згода», який обіцяв обмежену адміністративну автономію. 
Повстання 1912 року значно ослабило позиції Туречиини в Албанії, полегшило боротьбу балканських країн з нею в Першій Балканській війні і підготувало передумови проголошення незалежності Албанії в листопаді 1912 року. 